# Steffen Reinholt
Steffen Reinholt (født 9. maj 1966) er en tidligere dansk basketballspiller, der spillede for Horsens IC i Basketligaen samt for det danske landshold. Med 67 landskampe er han i Top 10 over flest kampe nogensinde på det danske basketlandshold.
Reinholt spillede på klubplan for Horsens IC, hvor han var med til at vinde DM i både 1992 og 1994 samt pokalfinalen i 1995.
Efter sit karrierestop har Reinholt arbejdet som ingeniør. Hans to sønner, Esben og Tobias er begge basketballspillere i udlandet. Steffen Reinholt blev i 2014 som den første nogensinde optaget i Horsens IC's Hall of fame.

## Titler
DM
- 1992 og 1994 med Horsens IC

Pokalturneringen
- 1995 med Horsens IC

## Fodnoter og referencer
1. ↑  "DBBF.dk: Statistik". Arkiveret fra originalen 5. juni 2014. Hentet 2014-06-01.
2. ↑  Tommy Poulsen (5. oktober 2013). "Begge sønner er blevet professionelle basketballspillere". Horsens Folkeblad. s. 28-29.
3. ↑  "youtube.com: Steffen Reinholt i Horsens ICs Hall of Fame". Hentet 2014-06-01.

| Basketballspiller | Spire Denne biografi om en basketballspiller er en spire som bør udbygges. Du er velkommen til at hjælpe Wikipedia ved at udvide den. |